# Sátiro, o Peripatético
Satyrus (grego: Σάτυρος) de Callatis era um ilustre filósofo e historiador peripatético, cujas biografias (Vidas) de pessoas famosas são freqüentemente referidas por Diógenes Laërtius e Ateneu. Ele veio de Callatis Pontica, como aprendemos com um papiro Herculano. [1] Ele viveu mais cedo do que o reinado de Ptolomeu VI Philometor (181-146 aC) quando suas Vidas foram personificadas por Heraclides Lembus, provavelmente durante o século III aC. [2] Athenaeus freqüentemente se refere a ele como um peripatético [3], mas sua conexão com a escola peripatética é desconhecida. As suas biografias trataram de muitas pessoas eminentes, incluindo reis (Dionísio o Jovem, Felipe), estadistas (Alcibiades), oradores (Demóstenes), poetas (Esquilo, Sófocles, Eurípides) e filósofos (Bias de Priene, Chilon de Esparta, Pitágoras, Empédocles , Zeno de Elea, Anaxágoras, Sócrates, Diógenes, Anaxarchus, Stilpo). Ele também escreveu sobre a população de Alexandria, e um trabalho sobre personagens (Περὶ χαρακτήρων). Fragmentos de sua biografia do dramaturgo ateniense Eurípides foram encontrados no final de um rolo de papiro descoberto em Oxyrhynchus no início do século XX. [4]

## Obra
Suas biografias lidam com muitas pessoas eminentes, incluindo reis (Dionísio II de Siracusa, Filipe II da Macedônia), estadistas (Alcibíades), oradores (Demóstenes), poetas (Ésquilo, Sófocles, Eurípides) e filósofos (Brias de Priene, Quilon de Esparta, Pitágoras, Empédocles, Zenão de Eleia, Anaxágoras, Sócrates, Diógenes, Anaxarco, Estilpo). Ele também escreveu sobre a população de Alexandria e uma obra sobre personagens (em grego:  Περὶ χαρακτήρων). Fragmentos de sua biografia sobre o dramaturgo ateniense Eurípides foi encontrada no final de um rolo de papiro descoberto entre os Papiros de Oxirrinco no início do século XX. Eles mostram que ele não se utilizava de fontes muito confiáveis para suas biografias. Como exemplo, ele interpretou os versos das obras de Eurípides para conseguir material para sua Vidas deste grande dramaturgo trágico. Pelo mesmo motivo, ele pegou descuidadamente frases da comédia grega, especialmente Aristófanes, que tinha criticado Eurípides de forma bastante brusca. Além disso, ele não nomeia suas outras fontes, o que o tornaria não confiável pelos padrões modernos.